# Wiatrakowiec

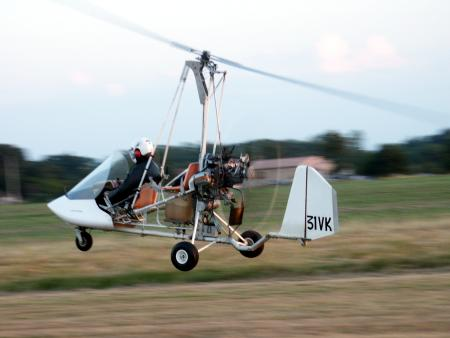
Wiatrakowiec

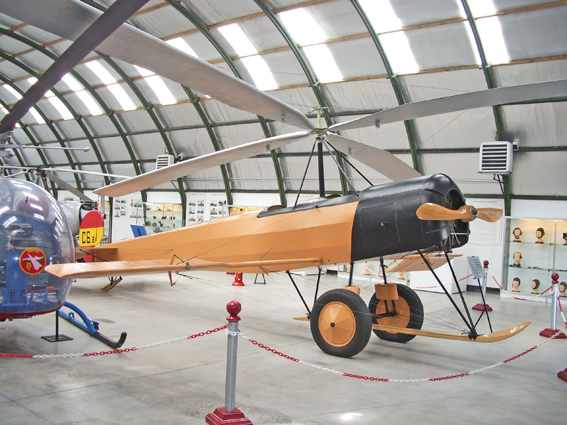
Replika Ciervy C.6, pierwszego wiatrakowca zdolnego do pokonywania dużych odległości

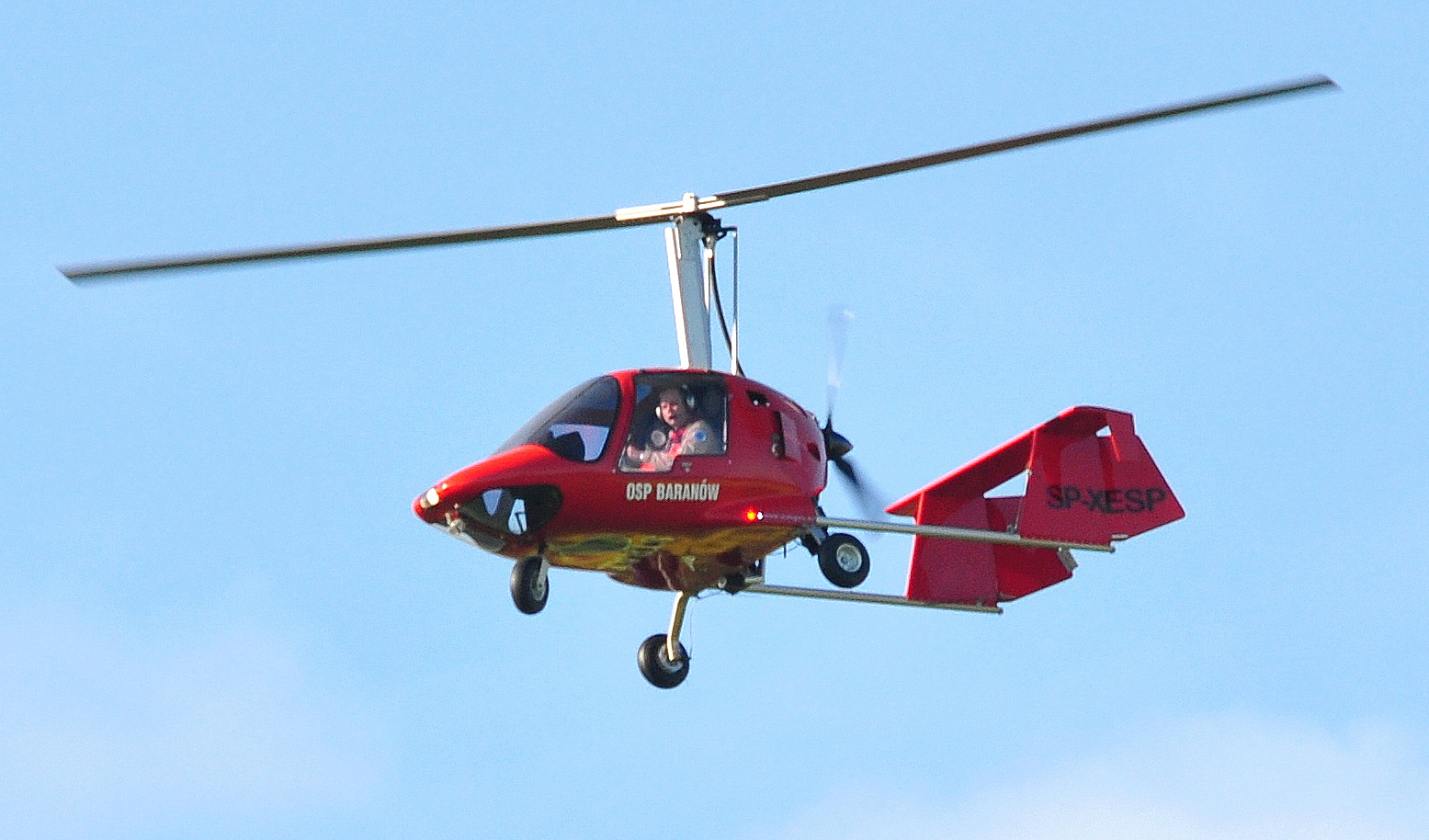
Wiatrakowiec ZEN 1 (Xenon 2) OSP w Baranowie

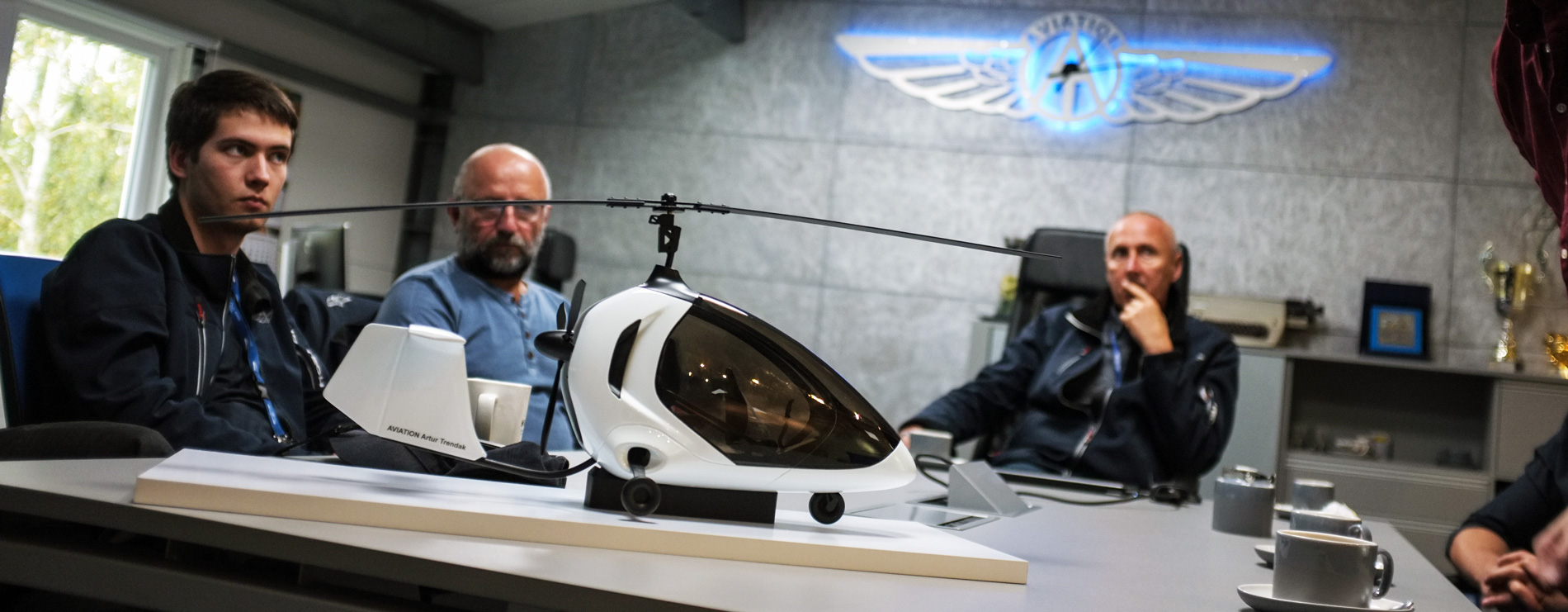
Prototyp wiatrakowca Twistair 2.0, zaprojektowany przez biuro 2sympleks dla Aviation Artur Trendak. W 2018 otrzymał on nagrodę Red Dot Design Award (zwaną Oscarem wzornictwa)

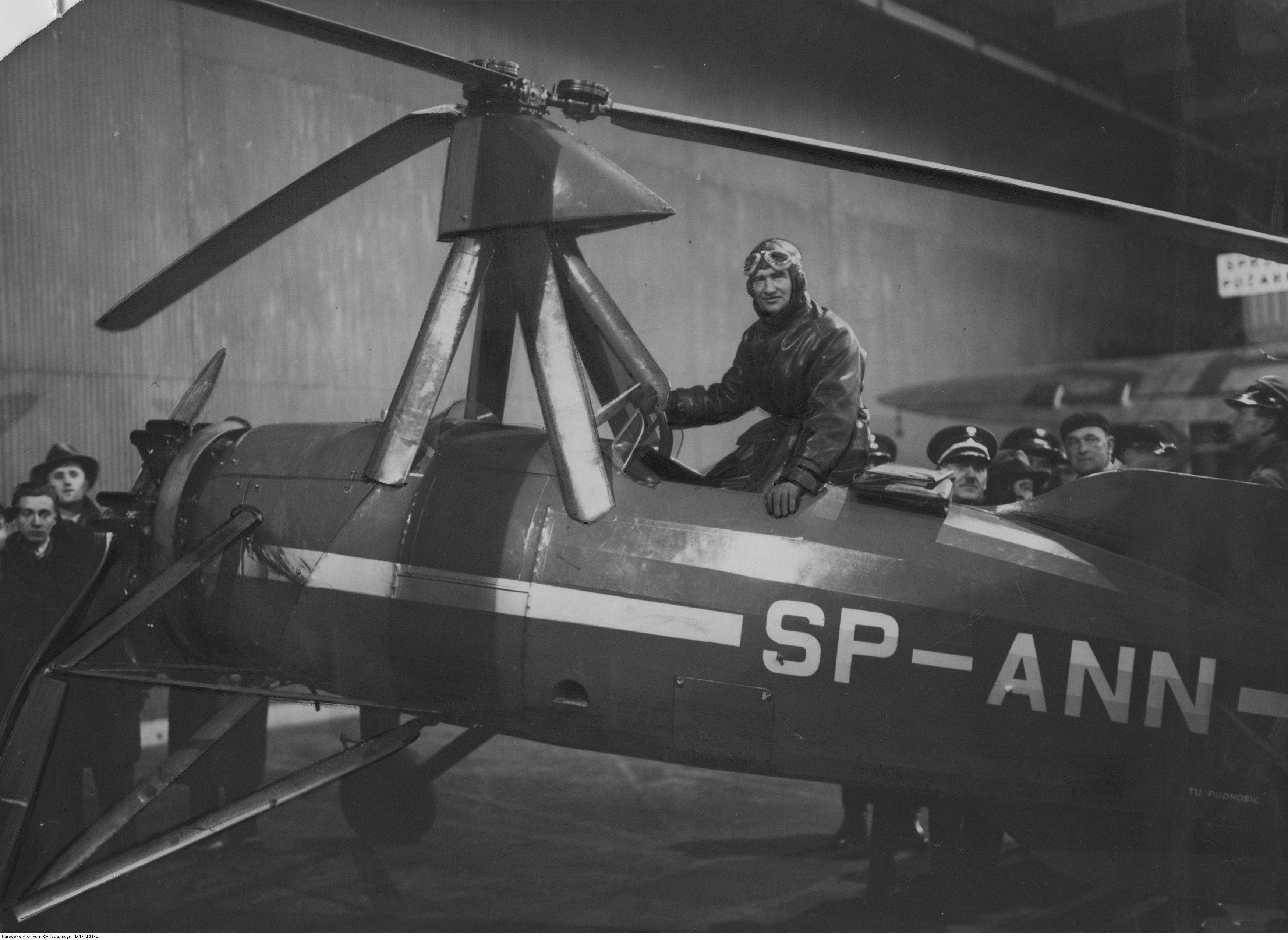
Pierwsze w Polsce autożyro Cierva C.30 znak SP-ANN pilotowane przez płk. Bolesława Stachonia.

Wiatrakowiec, żyroplan, autożyro – statek powietrzny cięższy od powietrza (aerodyna), z rodziny wiropłatów, wyposażony w wirnik nośny i śmigło napędowe (pchające lub ciągnące). Wirnik nie jest napędzany silnikiem, lecz obraca się dzięki autorotacji, powstającej w wyniku postępowego ruchu (wywoływanego śmigłem) wiropłata względem powietrza. Czasem jako napęd wiatrakowca może służyć holujący pojazd naziemny lub nawodny. Z powodu konieczności zapewnienia ciągłego nadmuchu powietrza na wirnik nośny, wiatrakowiec – w odróżnieniu od innych wiropłatów – nie może wykonywać zawisu. Wiatrakowce są zdolne do krótkiego startu i lądowania (STOL).
Wiatrakowce wykazują wiele zalet: są lekkie, tanie oraz łatwiejsze w obsłudze niż śmigłowce. Potrafią osiągnąć prędkość do 150 kilometrów na godzinę i wznieść się na wysokość 1500 metrów. Ze względu na wymienione zalety wiatrakowcami zainteresowane są jednostki ochotniczych straży pożarnych w Polsce. Pierwszą taką maszynę w roku 2012 nabyła Ochotnicza Straż Pożarna w Baranowie na Mazowszu, w tym samym roku zakup planowała OSP z Nowego Stawu na Żuławach.

## Historia
Pierwszy udany wiatrakowiec został zbudowany w 1923 przez Juana de la Cierva. Wiatrakowce były szczególnie popularne w okresie międzywojennym. Podczas II wojny światowej stosowano je, między innymi, do obserwacji artyleryjskiej i patrolowania (japoński Kayaba Ka-1). Beznapędowych wiatrakowców (czyli wiroszybowców) Focke-Achgelis Fa 330 używały w celach obserwacyjnych niemieckie okręty podwodne. 
W 1934 polskie władze wojskowe zakupiły wiatrakowiec Cierva C.30 w celach eksperymentalnych. Po przeszkoleniu w Anglii, sprowadził wiatrakowiec do Polski ppłk pilot Bolesław Stachoń (pierwszy w Polsce pilot wiropłata). Maszyna otrzymała rejestrację cywilną SP-ANN. Po raz pierwszy w Polsce zaprezentowano publicznie wiatrakowiec podczas zawodów balonowych o Puchar Gordona Bennetta odbywających się w Warszawie na lotnisku mokotowskim w 1935.

## Prawo w Polsce
Kwestię licencjonowania pilotów wiatrakowców reguluje rozporządzenie Ministra Transportu, Budownictwa i Gospodarki Morskiej z 2 września 2013 w sprawie licencjonowania personelu lotniczego. Obowiązują dwa rodzaje licencji dla pilotów wiatrakowcowych: turystyczna (PPL(AG), od ang. private pilot (autogiro)) oraz zawodowa (CPL(AG), od ang. commercial pilot (autogiro)). Szczegółowe wymagania do uzyskania licencji reguluje rozdział drugi wymienionego rozporządzenia.
Loty próbne oraz akrobacyjne reguluje rozporządzenie z 16 maja 2013 w sprawie lotów próbnych i akrobacyjnych oraz pokazów lotniczych. Pilot musi mieć minimum 100 godzin nalotu jako dowódca oraz 10 godzin nalotu jako dowódca wiatrakowca, na którym będzie wykonywany pokaz. Lot akrobacyjny wiatrakowca musi być wykonywany w odległości minimum 150 m, a lądowanie dalej niż 100 m od publiczności.
Nie ma obowiązku wpisywania wiatrakowców do Rejestru Cywilnych Statków Powietrznych, lecz mogą zostać tam wpisane na podstawie umotywowanego wniosku. Wiatrakowce otrzymują znaki rejestracyjne zaczynające się od liter SP-X. W dniu 1 stycznia 2011 w rejestrze było 7 wiatrakowców, z czego cztery wpisane w 2010.

## Sport wiatrakowcowy
Międzynarodowa Federacja Lotnicza FAI organizuje Mistrzostwa Świata Mikrolotowe (FAI World Microlight Championships) oraz Światowe Igrzyska Lotnicze, na których w klasie mikrolotów startują załogi wiatrakowców w dwóch kategoriach: GL2 (dwumiejscowe wiatrakowce o maksymalnej masie startowej nie przekraczającej 450 kg) i GL1 (jednomiejscowe wiatrakowce o maksymalnej masie startowej nie przekraczającej 375 kg).  W 1994 w Polsce odbyły się V Mikrolotowe Mistrzostwa Świata FAI. W 2018 na 16. Mistrzostwach Świata Mikrolotowych FAI odbywających się w Nagykanizsa w klasie GL2 polskie załogi zajęły 3 pierwsze miejsca a polski zespół zdobył tytuł Drużynowych Mistrzów Świata w klasyfikacji ogólnej mikrolotów (lotnie, paralotnie, samoloty ultralekkie).